# Феньково (Ленинградская область)
Феньково — деревня в Винницком сельском поселении Подпорожского района Ленинградской области.

## История
В конце XIX — начале XX века деревня административно относилась к Пелдушской волости 2-го стана 2-го земского участка Тихвинского уезда Новгородской губернии.

ФЕНЬКОВО — деревня Лавровского сельского общества, число дворов — 6, число домов — 6, число жителей: 18 м. п., 20 ж. п.; 

Занятие жителей — земледелие, лесные заработки. (1910 год) 

По данным 1933 года деревня Феньково входила в состав Ярославского вепсского национального сельсовета Винницкого национального вепсского района.

Деревня Феньково на карте 1940 года

Согласно топографической карте РККА 1940 года Феньково входило в куст деревень Ярославичи.
По данным 1966, 1973 и 1990 годов деревня Феньково также входила в состав Ярославского сельсовета.
В 1997 году в деревне Феньково Ярославской волости проживали 17 человек, в 2002 году — 21 человек (вепсы — 71 %).
В 2007 году в деревне Феньково Винницкого СП проживали 9 человек.

## География
Деревня расположена в юго-западной части района на автодороге 41К-738 (подъезд к деревне Лашково).
Расстояние до административного центра поселения — 32 км.
Расстояние до ближайшей железнодорожной станции Подпорожье — 106 км.
Деревня находится на правом берегу реки Тянукса.

## Демография
| 1910 | 1997 | 2007 | 2010 | 2017 |
| ---- | ---- | ---- | ---- | ---- |
| 38   | ↘17  | ↘9   | ↘8   | →8   |

### Национальный состав
Согласно данным Всероссийской переписи населения 2021 года в деревне проживали 3 человека, из них:
 русские — 2, вепсы — 1 человек.

## Улицы
Нижняя.